# Heliópolis (El Cairo)

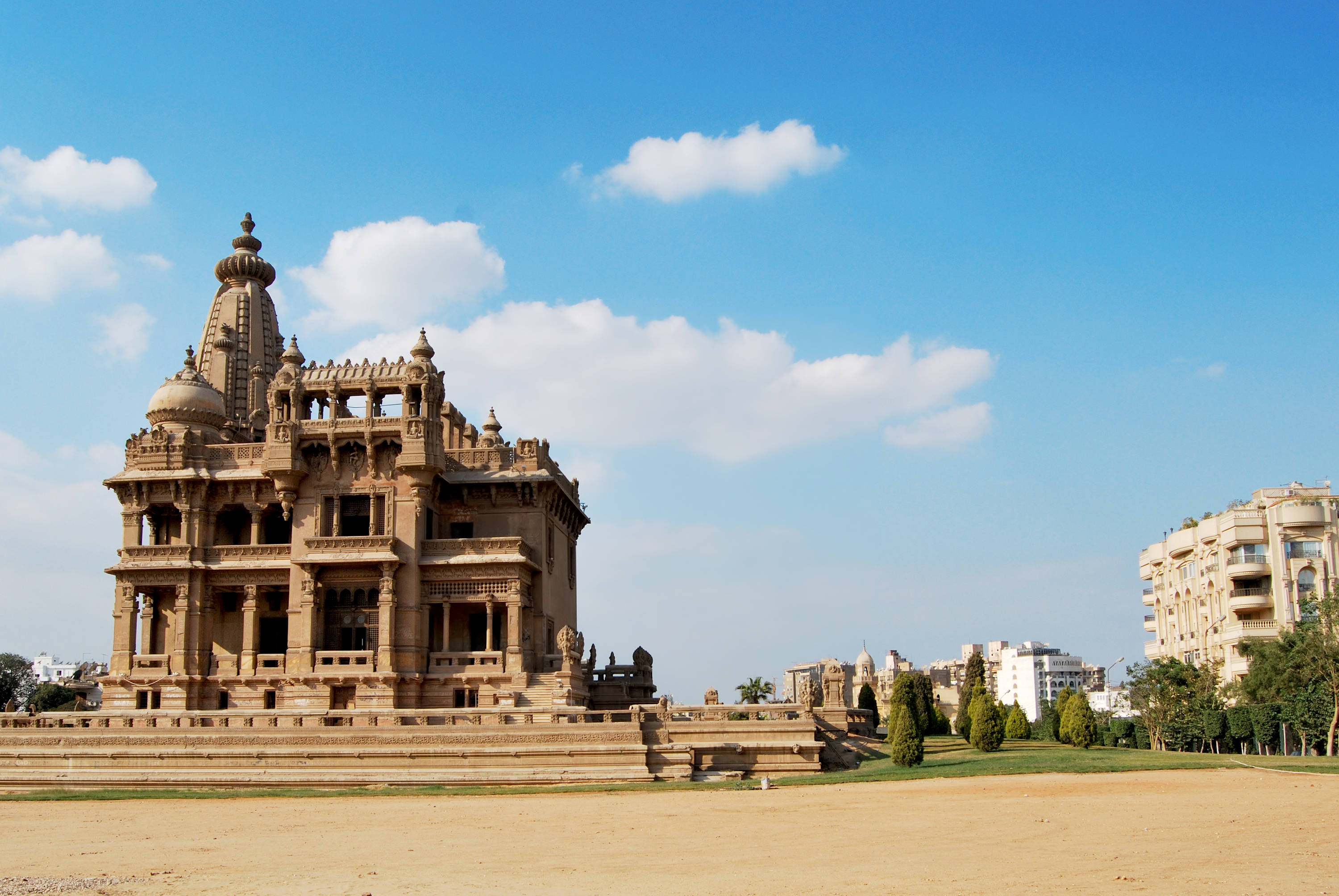
El lado inverso del Palacio Baron Empain (Qasr Al Baron), en Salah Salem, una calle principal de Heliópolis.

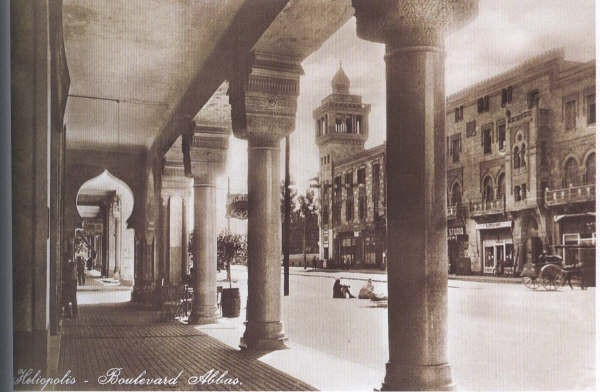
Avenidas suburbanas en Heliópolis.

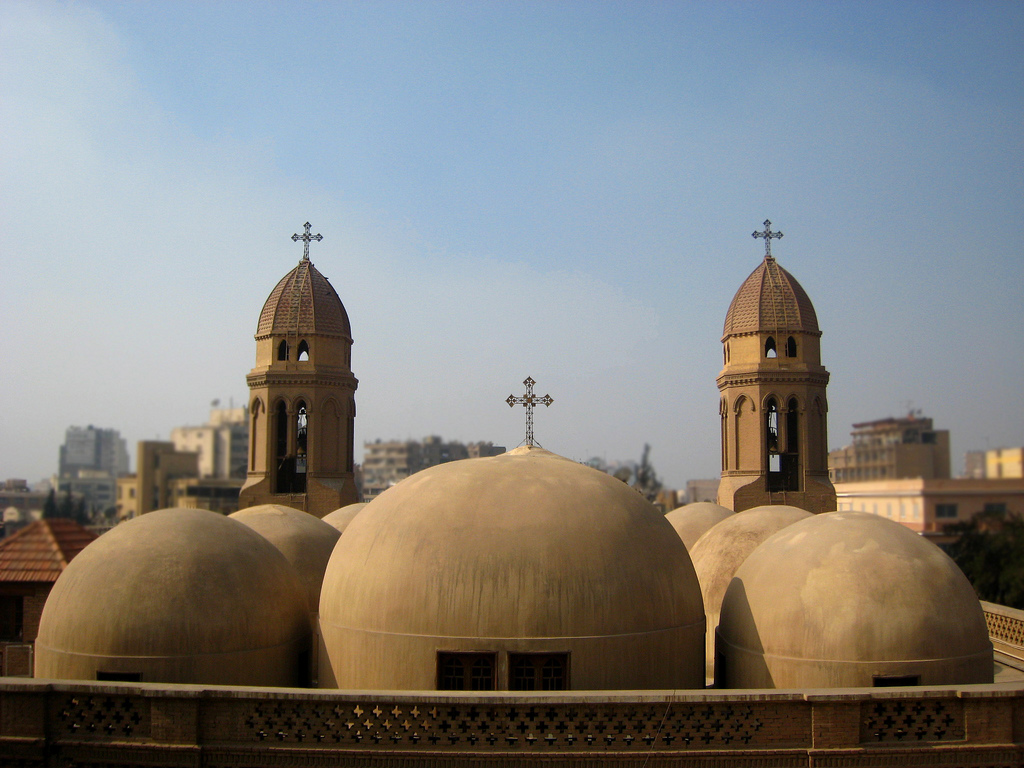
Las cúpulas de la Iglesia de San Marcos, la iglesia copta más antigua de Heliópolis.

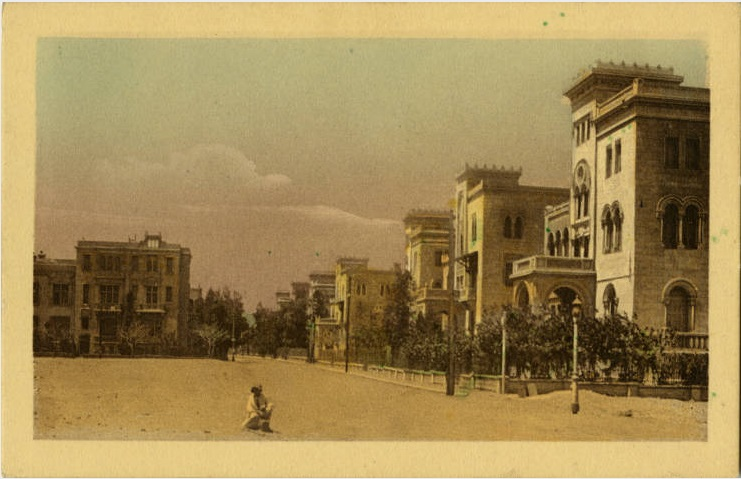
Vista del Boulevard Ibrahim en Heliópolis.

Heliópolis (en árabe egipcio: مصر الجديدة, Maṣr El Gedīda , [ˈmɑsˤɾ el ɡɪˈdidæ] , lit.    "Nuevo Egipto") fue un suburbio en las afueras de El Cairo, Egipto, posteriormente absorbido por la capital, en la que conforma un distrito más, que se cuenta entre los más ricos de El Cairo. Fue fundada en 1905 por la Heliopolis Oasis Company dirigida por el industrial belga Baron Empain y Boghos Nubar, hijo del Primer Ministro egipcio Nubar Pasha. Es la ubicación del Aeropuerto Internacional de El Cairo. La población de Heliópolis se estimó en unas 142.968 personas en 2016.

## Historia
Baron Empain, un conocido egiptólogo aficionado y prominente empresario belga, llegó a Egipto en enero de 1904, con la intención de rescatar uno de los proyectos de desarrollo de su esposa: la construcción de una vía férrea que uniría Al-Matariyyah con Puerto Saíd. A pesar de perder el contrato del tren con los británicos, Empain permaneció en Egipto.
En 1905, estableció la Compañía de Ferrocarriles Eléctricos de El Cairo y Heliopolis Oases, que compró una gran parte del desierto a cierta distancia del noreste de El Cairo a un bajo precio del gobierno de ocupación británico. Sus esfuerzos culminaron en 1907 con la construcción de la nueva ciudad de Heliópolis, en el desierto del Sahara, a diez kilómetros del centro de El Cairo. La nueva ciudad representó el primer intento a gran escala de promover una arquitectura propia, conocida ahora como el estilo de Heliópolis. Fue diseñada como una "ciudad de lujo y ocio", con amplias avenidas y equipada con todas las comodidades e infraestructuras: agua, desagües, electricidad, instalaciones hoteleras, como el Heliopolis Palace Hotel y la Heliopolis House, y servicios recreativos que incluían un campo de golf, hipódromo y parques. Además, había viviendas en alquiler, que se ofrecían en una gama de innovadores diseños dirigidos a clases sociales específicas con villas independientes y adosadas, edificios de apartamentos, bloques de viviendas con acceso a balcón y bungalós para trabajadores. 

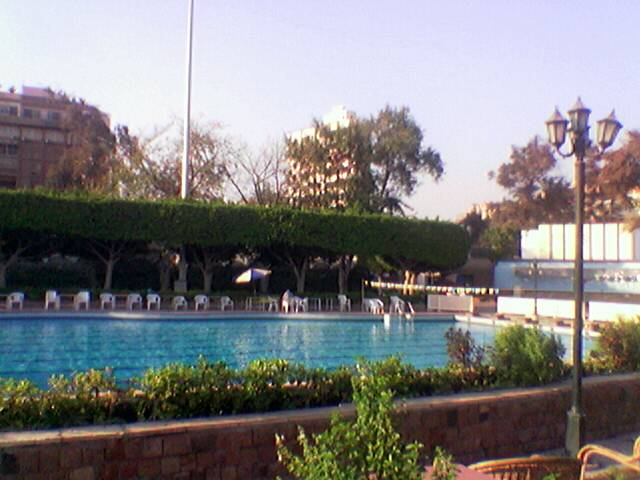
Club Deportivo de Heliópolis en 2007.

La propia residencia de Empain adoptó un estilo arquitectónico único del sur de Asia, ya que a Alexander Marcel, arquitecto francés y miembro del prestigioso Instituto Francés, le encargó Empain que le construyera un palacio de estilo hindú. Inspirado en Angkor Wat en Camboya y en los templos hindúes de Orissa, el palacio fue erigido entre 1907 y 1910. Sigue en pie hoy en día, y es uno de los mejores ejemplos del más temprano uso creativo del cemento, del cual fue construido en su totalidad. El barrio tenía algunas de las residencias egipcias más ricas; a la izquierda, frente a Avenue Baron, estaba el palacio arabesco de Boghos y Marie Nubar Pasha, ahora un cuartel militar. Pasha ayudó a Empain a comprar los 6.000 acres (24 km²) de desierto abierto, a una libra cada uno, en el que se construyó Heliópolis.  Diagonalmente opuesto se encuentra la antigua residencia del sultán Hussein Kamel, quien reinó en Egipto entre 1914 y 1917. Hoy en día, es una casa de huéspedes presidencial. 
El cementerio de guerra de Heliópolis se encuentra en la calle Nabil el Wakkad. Este cementerio contiene el Memorial Port Tewfik, un monumento conmemorativo de los más de 4000 soldados del Ejército Británico Indio que cayeron en la Primera Guerra Mundial, que originalmente estaba en Port Taufiq, pero fue trasladado a Heliópolis después de su destrucción en la década de 1970.
La Heliópolis moderna originalmente fue habitada principalmente por egipcios aristocráticos, así como con algunos ciudadanos europeos. A diferencia de otros suburbios modernos de El Cairo a principios del siglo XX, Heliópolis tenía un porcentaje significativamente mayor de ciudadanos egipcios. Después de la revolución de 1952 dirigida por Nasser, se convirtió en el hogar de gran parte de la clase media educada de El Cairo. A medida que la capital se expande, la antigua distancia que la separaba de Heliópolis se ha desvanecido y ahora se encuentra totalmente dentro e integrada a la ciudad.   

## Religión
La iglesia Basílica católica en la calle Al-Ahram es un lugar famoso en Heliópolis y es el sitio donde fue sepultado Empain. Los numerosos lugares de culto en el distrito, incluidas las mezquitas islámicas, la iglesia de San Marcos en la calle Cleopatra, la iglesia de San Jorge en la plaza Heliópolis, la iglesia de San Marón, la iglesia de Santa Rita, y la sinagoga judía de la calle Al Missalah, demuestran que la ciudad ha estado viviendo en la tolerancia religiosa desde que se fundó. Hay 16 mezquitas principales y organizaciones benéficas islámicas ubicadas dentro de Heliópolis, incluidas las mezquitas Imam Hassan, Revolución y Omar bin Abdul Aziz.
Desde 1886 fue la sede del Vicariato apostólico latino de Heliópolis (fundado como Prefectura Apostólica del Delta del Nilo) hasta que su título se fusionó en 1987 en el Vicariato Apostólico de Alejandría en Egipto. Su antigua catedral mariana de Nuestra Señora sigue siendo una co-catedral .  